# Mats Wänblad
Mats Wänblad, född 1964 i Stockholm, är en svensk författare och översättare av barnböcker. Wänblad har skrivit både fack- och skönlitteratur, läromedel, översatt litteratur från engelska samt varit verksam som skribent i barn- och ungdomstidningen Kamratposten. Innan han debuterade 1996 arbetade han som förskollärare.
Debuten 1996 bestod av tre böcker samma år. Det var bilderboken Lilleving, illustrerad av Per Gustavsson, Hjärnkontoret, skriven tillsammans med Annika de Ruvo och illustrerad av Per Gustavsson, samt läromedlet Ryggsäcksboken.
Sedan dess har Mats Wänblad skrivit mängder av böcker. Till de mest kända skönlitterära böckerna hör serien om Familjen Monstersson, skriven för barn som just kommit igång med sin läsning. Skräckböckerna för mellanåldern som tilldrar sig i den fiktiva orten Krabbsjögrund är skrivna tillsammans med Lena Ollmark. Serien Vårt lilla landslag handlar om barn som spelar fotboll.
Kända facklitterära böcker för barn och unga är till exempel serien Så funkar det! och böckerna om Hjärnkontoret, inspirerade av TV-programmet med samma namn och skrivna tillsammans med seriens upphovsman Annika de Ruvo. Mats Wänblad har även tillsammans med psykiatern Anders Hansen skrivit böcker för barn och unga om psykisk hälsa.
ABC-klubben är ett läromedel för läsinlärning som började ges ut 2011 och där Mats Wänblad skrivit de skönlitterära texterna.
Mats Wänblad arbetar även som dubbningsöversättare åt Disneys tecknade långfilmer och serier, däribland Lejonkungen II – Simbas skatt, Monsters Inc, Hitta Nemo, Toy Story 3, Röjar-Ralf och Zootropolis. Tecknade långfilmer från diverse bolag utöver Disney inkluderar bland andra Shrek, Spirit – Hästen från vildmarken, Draktränaren och Dumma mej.